# Adobe GoLive
Adobe GoLive（アドビ ゴーライブ）はアドビがかつて販売していたMac OS X及びMicrosoft Windows向けWebオーサリングツール。旧称はGoLive CyberStudio（ゴーライブサイバースタジオ）。最終製品のAdobe GoLive 9は、2008年4月28日に販売終了となった。

## 概要
当時NeXT社の製品の一部であったWebObjects Builderをヒントに、GoLive SystemsがMac用WebオーサリングツールとしてGoLive CyberStudioの名称でバージョン3までを開発。当初はMac版のみのリリースであった。
一方、アドビシステムズはWeb製作ツールの開発でグラフィックソフト界の長年のライバル・マクロメディアに完全に遅れをとっていた。アドビシステムズはオーサリングツールとしてPageMillを販売していたが一般サイトならかろうじて作成できる程度の廉価製品でしかなく、マクロメディアのDreamweaverと比較するとプロユースのWeb開発ツールとしてはとても使い物にならなかった。また、PageMillは同社のIllustratorやPhotoshopとの連携性があまり良くなく(というより開発の遅れから連携性を高めるための開発期間が取れなかった)、マクロメディアのFlash・Fireworksのようなオーサリングツールと連携性が強いWeb製作向けのグラフィックツールを揃えていなかったことも不利に働く要因になっていた。そのような状況を打開するため、アドビシステムズは1999年にGoLive社の買収を決行。Adobe GoLiveに改称の上Windowsにも対応し、アドビシステムズによって引き続き開発・販売された。
CSSオーサリングを視覚的に行えたり、標準でHTMLはもちろん、XHTMLに対応したりするなどプロユースに耐え得る高機能を持ち、なおかつ開発元が同じと言う利点を生かしてデファクトスタンダードとなっているAdobe PhotoshopやAdobe Illustratorとの連携性が強いことから、プロユースで圧倒的なシェアを持つMacromedia Dreamweaverに唯一対抗し得る製品として一定のシェアを確立していた。
7番目のバージョンからはアドビシステムズ主力のWebオーサリングツールとしてAdobe Creative Suiteに組み込まれ、バージョン表記もCSのバージョンに合わせた CS (x) に変更された。しかし2005年のマクロメディア買収後、アドビシステムズはCS2.3に Dreamweaver 8を同梱し、ユーザに対しGoLiveからDreamweaverへの移行を促し始めた。その後CS3ではGoLiveに代えDreamweaverがシリーズに組み込まれたため、GoLiveは9として単独でのリリースとなった（アメリカ本国ではCS3にやや遅れ、日本ではCS3に先行してリリース）。ただしダウンロード販売のみとなっておりパッケージでの販売は行なわれなかった。その後アドビはDreamweaverへの移行を積極的に推進し、GoLiveのリリースを終了した。（Dreamweaver CS4の開発発表が行われている。）

## 開発の終焉
2008年4月28日 バージョン9をもって、GoLiveの開発及び販売を終了することがアナウンスされた。製品のインストール等に係る電話サポートは2008年10月28日まで継続され、その後はWebでのFAQ等によるサポートのみとなる。既存ユーザには優待価格でDreamweaverを提供することで移行を促した。

## バージョン
- 1997年 GoLive CyberStudio 1.0[4]
- 1997年8月 GoLive CyberStudio 2.0[5]
- 1998年 GoLive CyberStudio 3.0 Professional Edition
  - 1998年 GoLive CyberStudio Personal Edition
- 1999年 Adobe GoLive 4.0
- 2000年 Adobe GoLive 5.0
- 2002年 Adobe GoLive 6.0
- 2003年 Adobe GoLive CS (7)
- 2005年 Adobe GoLive CS2 (8)
- 2007年 Adobe GoLive 9

## 競合製品
- Macromedia Dreamweaver（現 Adobe Dreamweaver）
- Microsoft FrontPage
- Microsoft Expression Web
- ホームページビルダー